# Omar Yaghi
Omar M. Yaghi, född 9 februari 1965 i Amman i Jordanien, är en jordansk-amerikansk kemist, verksam som professor vid University of California, Berkeley. I sin forskning har Yaghi och hans forskargrupp utvecklat nya material, Metallorganiska ramverksföreningar, MOF:ar och kovalenta organiska ramverksföreningar COF:ar. Dessa har breda tillämpningsområden från koldioxidinfångning till energieffektiv vattenutvinning från ökenluft.

## Biografi
Yaghi föddes i en flyktingfamilj, ursprungligen från Palestina. Han växte upp i ett hushåll med många barn, men hade bara begränsad tillgång till rent vatten och el. Vid 15 års ålder flyttade han till USA på uppmuntran av sin far, började på Hudson Valley Community College, och fortsatte sinia studier till kandidatexamen. vid State University of New York at Albany.. Han disputerade 1990 under handledning av Walter G. Klemperer vid University of Illinois, Urbana-Champaign och var sedan postdoktor vid Harvard University (1990–1992) under professor Richard H. Holm.

## Karriär
Yaghi arbetade på fakulteterna vid Arizona State University (1992-1998) som biträdande professor, University of Michigan (1999-2006) som Robert W. Parry-professor i kemi, och University of California, Los Angeles (2007-2012) samt Christopher S. Foote-professor i kemi. Han innehar också Irving och Jean Stone-stolen i fysiska vetenskaper.
År 2012 flyttade Yaghi till University of California, Berkeley där han nu är James och Neeltje Tretter-professor i kemi. Han var chef för Molecular Foundry vid Lawrence Berkeley National Laboratory från 2012 till 2013 och är grundare av Berkeley Global Science Institute. Han är också co-director av Kavli Energy NanoSciences Institute vid University of California, Berkeley och Lawrence Berkeley National Laboratory, samt Kaliforniens forskningallians vid the California Research Alliance by BASF.

## Vetenskapligt arbete
Yaghi banade väg för retikulär kemi, ett nytt kemiområde som handlar om att sammanställa molekylära byggstenar med starka bindningar för att framställa öppna ramverk. Hans mest kända arbete är utformningen och produktionen av nya klasser av föreningar kända som metallbelagda organiska ramverk (MOFs), zeolitiska imidazolaramar (ZIFs), och kovalent organiska ramverk (COFs). MOFs noteras för deras extremt kick ytbehandlar (5640 m2/g för MOF-177) och mycket låg kristalldensitet (0,17 g/cm3 för COF-108). Yaghi banade också väg för molekylär vävning och syntetiserade världens första material vävt på atom- och molekylär nivå (COF-505).
Han har lett arbetet med att använda dessa material i ren energiteknik, såsom väte- och metanlagring, avskiljning och lagring av koldioxid, samt skörd av vatten från ökenluft.
Enligt en analys av Thomson Reuters var Yaghi den näst mest citerade kemisten i världen mellan 2000 och 2010.

## Utmärkelser och hedersbetygelser
- Newcomb Cleveland Prize,  2007[5]
- MRS Medal Award,  2007[6]
- Clarivate Citation Laureates,  2010[7]
- Centenary Prize från Royal Society of Chemistry,  2010
- Mustafapriset,  2015[8]
- Kung Faisals internationella pris i vetenskap, med  Michael Grätzel,  2015
- Albert Einstein världsutmärkelse inom vetenskap,  2017[9]
- Wolfpriset i kemi,  2018[10]
- Gregori Aminoffs pris,  2019
- August Wilhelm von Hofmann-medaljen,  2020[11]
- Fellow of the American Academy of Arts and Sciences,  2022[12]
- Wilhelm Exner-medaljen,  2023[13]
- BBVA Foundation Frontiers of Knowledge Award

[Redigera Wikidata]